# Explosions (album de Bob James)
Pour les articles homonymes, voir Explosion (homonymie).
Albums de Bob James
Bold Conceptions
(1962) One
(1974)
Explosions est un album de Bob James

## Liste des Titres
| No | Titre          | Durée |
| -- | -------------- | ----- |
| 1. | Peasant Boy    | 1:38  |
| 2. | Untitled Mixes | 5:18  |
| 3. | Explosions     | 8:54  |
| 4. | An On          | 5:50  |
| 5. | Wolfman        | 6:12  |

## Musiciens
- Bob James Piano
- Barre Phillips Contrebasse
- Robert Pozar Percussion